# Leopold Greville (6e comte de Warwick)
Leopold Guy Francis Maynard Greville (10 septembre 1882 - 31 janvier 1928) est un officier britannique. Il est titré 6e comte de Warwick.

## Jeunesse
Greville est le fils de Francis Greville (5e comte de Warwick) et de son épouse, Daisy Maynard.
Il fait ses études au Collège d'Eton et s'est finalement enfui de l'école, vendant soi-disant son manteau de fourrure et son arme pour voyager et rejoindre la seconde guerre des Boers.
Il succède à son père dans le comté en janvier 1924.

## Service militaire
Lord Brooke est sous-lieutenant dans le 7th (Milice) Battalion des King's Royal Rifle Corps, et est détaché au service d'un bataillon de ligne en mars 1900. Il combat pendant la seconde guerre des Boers (1899-1902) et est promu sous-lieutenant dans les gardes (Life Guards) du corps le 3 novembre 1900. À partir d'août 1901, il sert comme aide de camp de Lord Milner, haut-commissaire pour l'Afrique du Sud, poste qu'il occupe jusqu'à la fin de la guerre en 1902. Il est également correspondant de Reuters pendant la guerre russo-japonaise (1904-1905). En 1907, il est aide de camp de l'inspecteur général des forces. En 1905, il est nommé membre de l'Ordre royal de Victoria (MVO).
Pendant la Première Guerre mondiale, il est aide de camp de l'officier général commandant le corps expéditionnaire britannique de 1914 à 1915. Il est ensuite promu brigadier général plus tard cette année-là et commande la 4e brigade d'infanterie canadienne, puis la 12e brigade d'infanterie canadienne jusqu'à ce qu'il soit blessé le 12 septembre 1916. Après sa convalescence, il sert à Paris avec la mission canadienne,.
Des lettres et des passeports indiquent que Léopold est présent en Russie en 1917 et est probablement témoin des débuts de la Révolution russe.
Beaucoup de spéculations et de rumeurs entourent la disparition de Léopold et sa mort prématurée en 1928. Il est suggéré que Léopold souffre d'un choc d'obus après son retour de la Première Guerre mondiale, qui est ensuite alimenté par un alcoolisme sévère. Au cours de ses dernières années, il quitte le château de Warwick pour vivre avec une maîtresse à Mill Street, Warwick. Il est finalement décédé à Brighton, où il était soigné pour sa maladie.

## Vie privée
Le 29 avril 1909, Lord Warwick épouse Elfrida Marjorie Eden (1887-1943). Elle est la fille unique de Sir William Eden (7e baronnet) et de Sybil Frances Gray (une fille de Sir William Gray par sa seconde épouse). Ensemble, Lord Warwick et Elfrida sont les parents de trois enfants :
- Charles Greville (7e comte de Warwick) (1911-1984)[5] ;
- Richard Francis Maynard Greville (1913-1968)[6], qui est gouverneur de l'University College Hospital de 1952 à 1968 [4] ;
- John Ambrose Henry Greville (1918-1942), qui est tué au combat.

Après sa mort, sa veuve, la comtesse de Warwick est maire de Warwick en 1929, 1930 et 1931 avant sa mort le 10 février 1943.